# Tachina nigrocastanea
Tachina nigrocastanea är en tvåvingeart som beskrevs av Chao 1962. Tachina nigrocastanea ingår i släktet Tachina och familjen parasitflugor. Inga underarter finns listade i Catalogue of Life.